# Seaborne Airlines
Seaborne Airlines er et flyselskab fra St. Croix. Selskabet har hovedkontor i Christiansted på Sankt Croix i øgruppen Amerikanske Jomfruøer.
Flyselskabet foretog i december 2013 ruteflyvninger fra lufthavnene på St. Croix og St. Thomas på Amerikanske Jomfruøer til 15 destinationer. Desuden havde Seaborne op til 30 daglige afgange imellem havnen i Christiansted og havnen i Charlotte Amalie med vandflyver. Flyflåden bestod af seks fly af typen DHC-6-300 Twin Otter, samt fire Saab 340.

## Historie
Selskabet blev grundlagt i 1992 og begyndte året efter med at flyve imellem havnen i Christiansted og havnen i Charlotte Amalie med vandflyver. Seaborne skiftede ejere i år 2000.
I 2008 etablerede selskabet for første gang en landbaseret rute, da de åbnede imellem Cyril E. King Airport og Henry E. Rohlsen Airport. Senere blev Luis Muñoz Marín International Airport og Fernando Luis Ribas Dominicci Airport ved San Juan på Puerto Rico tilføjet rutekortet. 